# Bhaia
Bhaia (sau Bhaya) este un Demon personificând frica, în mitologia vedică, fratele zeului groazei Mahābhaia.